# کالینز اروسپیس
کالینز اروسپیس (انگلیسی: Collins Aerospace) شرکت هوافضای آمریکایی است، که در سال ۲۰۱۸ تأسیس شد.